# Michel Collon
Michel Collon (Ixelles, 1946) és un periodista i assagista belga de la revista del Partit dels Treballadors de Bèlgica i del lloc web Investig'Action. És membre del Consell Assessor del canal de televisió veneçolà Telesur i tertulià del canal de televisió rus RT.

## Trajectòria
Michel Collon va començar la seva carrera al setmanari belga Solidaire. Va continuar la seva feina de manera independent escrivint llibres, realitzant pel·lícules i un butlletí d'informació a internet difós a 40.000 subscriptors. És militant del Partit dels Treballadors de Bèlgica i va organitzar una xarxa d'observadors civils a Iugoslàvia i a l'Iraq. Va participar en la conferència antiimperialista Axis for Peace.
També va denunciar l'ús indegut per part del Dalai Lama d'una fotografia que donava a entendre que soldats xinesos s'havien disfressat de monjos budistes i que havien provocat els disturbis del Tibet de 2008. Segons Los Angeles Times, aquesta fotografia va ser extreta de la pel·lícula de Michelle Yeoh The Touch, que es va rodar a Lhasa el 2002.

## Controvèrsies
Michel Collon ha criticat durament la versió oficial dels atemptats de l'11 de setembre de 2001 i l'anomenada «Guerra contra el terrorisme» desencadenada pels Estats Units d'Amèrica per a dominar la regió: «tard o d'hora apareixerà la diferència entre els seus objectius declarats i els vertaders, i l'arrogància, la deshonestedat i l'agressivitat a tot arreu provocaran més protestes. L'imperi està entrant en un període de crisi».
El 2008, va definir Israel com «l'estat més racista del món». El 2012, després d'una visita a Líbia, va publicar un vídeo on acusava Nicolas Sarkozy d'haver matat infant com a part de la intervenció militar francesa al país.
Collon és ben conegut per la seva opinió desfavorable envers els mass media, que qualifica de «promotors de mentides mediàtiques» al servei del poder polític i financer. El 2015, va referir-se a la trama sobre l'atemptat contra Charlie Hebdo: «en realitat, estaven armats, entrenats militarment i armats pel senyor Fabius i altres que van enviar durant tres anys milers de germans Kouachi, fins i tot pitjor que a Charlie, a Síria i Líbia per anar a la guerra contra un govern que molestava les multinacionals dels EUA». És també un ferm defensor del president eritreu Isayas Afechercki.

## Obra publicada
- Attention, médias ! Médiamensonges du Golfe – Manuel Anti-manipulation, EPO, Brussels, 1992 (ISBN 9782872620876)
- Poker menteur, Les grandes puissances, la Yougoslavie et les prochaines guerres (Liar's Poker: The Great Powers, Yugoslavia and the Wars of the Future), EPO, Brussels, 1998 (ISBN 2872621148)
- Monopoly, L'Otan à la conquête du monde, EPO, Brussels, 2000 (ISBN 2872621717)
- L'Empire en guerre, (ouvrage collectif), Le Temps des Cerises, Paris, 2001 (ISBN 284109331X)
- et al., Médias et Censure (ouvrage collectif), Ed. Université de Liège, 2004 (ISBN 2930322705)
- Bush, le cyclone, Les lois économiques qui mènent à la guerre, la pauvreté et d'autres crimes, Oser dire, 2005 (ISBN 2919937049)
- Les 7 Péchés d'Hugo Chavèz, Investig'Action/Couleur livres, Brussels/Charleroi, 2009 (ISBN 2870035306)
- Israël, parlons-en! (ouvrage collectif sous sa direction), Investig'Action/Éditions Couleur livres, Bruxelles/Charleroi, 2010 (ISBN 978-2-87003-549-8)
- (en collaboration avec Mohamed Hassan, Grégoire Lalieu), La stratégie du chaos : impérialisme et islam, Éditions Couleur Livres asbl, 2011, (ISBN 2870035721 et 9782870035726)
- Libye, Otan et médiamensonges - Manuel de contre-propagande, ouvrage collectif écrit avec Jean Bricmont, Cédric Rutter et Simon de Beer, Investig'Action/Éditions Couleur livres, Bruxelles/Charleroi, 2011 (ISBN 978-2-87003-588-7)
- Je suis ou je ne suis pas Charlie ?, Investig'Action, Bruxelles/Charleroi, 2015 (ISBN 978-2-9308-2701-8)
- Le Monde selon Trump, Michel Collon et Grégoire Lalieu, Investig'Action, Bruxelles, 2017 (ISBN 978-2-930827-08-7)
- Pourquoi Soral séduit. Tome 1 – Pour une véritable critique du capitalisme, Investig'Action, Bruxelles, 2017 (ISBN 978-2930827094)